# Rüdiger Reiche

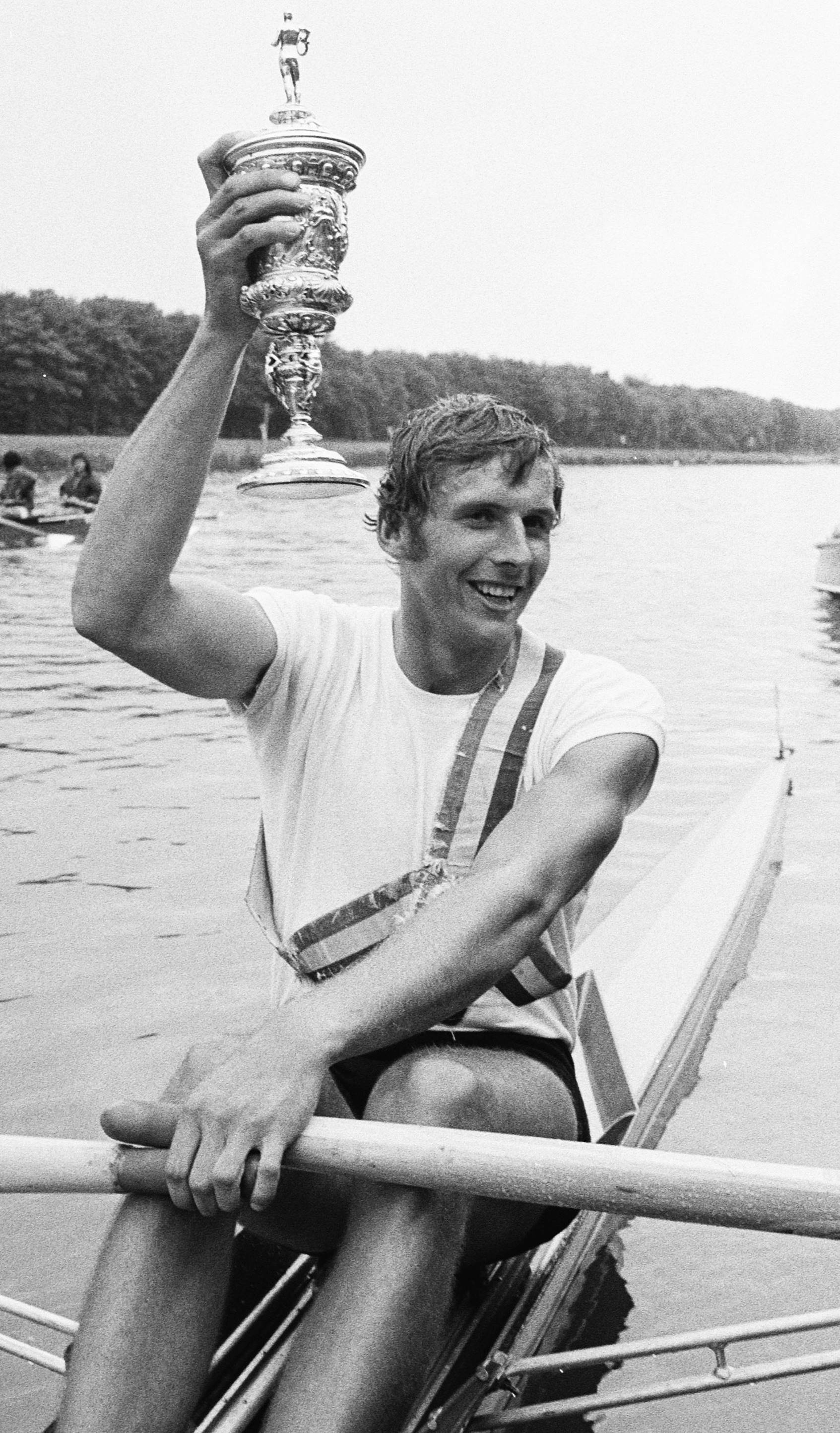
Rüdiger Reiche, 1972

Rüdiger Reiche (* 27. März 1955 in Querfurt) ist ein ehemaliger  Ruderer aus der Deutschen Demokratischen Republik. 1976 gelang ihm im Doppelvierer der Olympiasieg.

## Karriere
Der großgewachsene Reiche begann in der Leichtathletik, wo er im Kugelstoßen und im Diskuswurf gute Ansätze hatte. Die Talentsucher vom SC Chemie Halle warben ihn 1970 als Basketballer an, aber nach kurzer Zeit trainierte er im Ruderboot unter Trainer Eberhard Mund. 1973 belegte er bei den Junioren-Weltmeisterschaften den zweiten Platz im Einer. Als bei den Ruder-Weltmeisterschaften 1974 in Luzern erstmals der Doppelvierer ausgetragen wurde, gewann das DDR-Boot mit Joachim Dreifke, Götz Draeger, Rüdiger Reiche und Jürgen Bertow den Titel. Bei den Olympischen Spielen 1976 in Montreal hatte der Doppelvierer dann auch seine olympische Premiere. Das DDR-Boot mit Wolfgang Güldenpfennig, Rüdiger Reiche, Karl-Heinz Bußert und Michael Wolfgramm gewann die olympische Goldmedaille mit einer Sekunde Vorsprung auf das Boot aus der Sowjetunion. Für diesen Erfolg wurde er mit Vaterländischen Verdienstorden in Silber ausgezeichnet.
1977 wechselte Reiche in den Doppelzweier und erreichte zusammen mit Hans-Ulrich Schmied die Silbermedaille hinter den Briten bei den Weltmeisterschaften in Amsterdam. 1978 und 1979 gewann Reiche bei den DDR-Meisterschaften im Einer, 1979 erhielt er bei den Weltmeisterschaften Bronze hinter Pertti Karppinen und Peter-Michael Kolbe. 1980 hatte Reiche das einzig schwache Jahr seiner Karriere, er verpasste die Olympiaqualifikation. Zwar fuhr er als Ersatzruderer mit nach Moskau, kam aber nicht zum Einsatz. Im Jahr 1980 wechselte Reiche von Halle zur SG Dynamo Potsdam und zu Trainer Dieter Öhm. 1981 belegte er bei den Weltmeisterschaften in München den zweiten Platz hinter Peter-Michael Kolbe. Im Jahr darauf gewann Reiche in Luzern seinen einzigen Weltmeistertitel im Einer. 1983 unterlag er bei den DDR-Meisterschaften Uwe Mund, dem Sohn seines ehemaligen Trainers. Daraufhin wechselte Reiche nach sieben Jahren zurück in den Doppelvierer. Zusammen mit Karl-Heinz Bußert, Martin Winter und Joachim Dreifke unterlag er bei den Weltmeisterschaften in Duisburg dem Boot aus der Bundesrepublik Deutschland. Dreifke und Reiche waren beim ersten großen internationalen Sieg des DDR-Doppelvierers dabei gewesen, Bußert und mit der Ausnahme 1979 auch Winter hatten bei den Weltmeistertiteln von 1977 bis 1982 mitgerudert, nun erlebten diese vier Ruderer die erste Finalniederlage des DDR-Doppelvierers bei internationalen Meisterschaften. Das Weltmeisterboot aus der Bundesrepublik gewann 1984 in Abwesenheit der DDR-Ruderer auch olympisches Gold.
Der 1,98 m große Rüdiger Reiche beendete seine Karriere mit zwei DDR-Meistertiteln 1984 im Einer und, zusammen mit Bußert, im Doppelzweier. Danach war er als Diplom-Sportlehrer bei der SG Dynamo Potsdam tätig. 1986 wurde er mit dem Orden Stern der Völkerfreundschaft in Silber geehrt. Nach der Wende war er Versicherungsvertreter.